# Dscharābulus
Dscharābulus (arabisch جرابلس, DMG Ǧarābulus, syrisch-arabisch Ğrāblos, türkisch Cerablus, kurdisch Cerablûs oder Kaniya Dil, englisch Jarabulus) ist eine Stadt im Gouvernement Aleppo im Norden Syriens. Die Stadt ist seit der türkischen Militäroffensive in Nordsyrien 2016/17 von der Türkei besetzt.

## Geografie
Dscharābulus liegt an der syrisch-türkischen Grenze gegenüber der türkischen Stadt Karkamış am linken Ufer des Euphrat, der vom 1999 fertiggestellten Tishrin-Damm weiter südlich aufgestaut wird. Vom Grenzübergang zwischen Karkamış und Dscharābulus führt die Landstraße 216 südwärts nach Manbidsch. Die Stadt wird im örtlichen arabischen Dialekt auch Dschrāblos genannt. Schreibvarianten sind Djerabis, Djeraboolos oder Djerablus.
In der Stadt leben Araber, Kurden und Türken.

## Geschichte
Dscharābulus liegt in einer kulturgeschichtlich sehr alten Region. Nahegelegene archäologische Fundstätten befinden sich in Karkemiš auf türkischer Seite sowie in Jerablus Tahtani (Unteres Dscharābulus) zwischen Stadt und Euphrat. Beide Fundorte zeigen, dass die Gegend von Dscharābulus schon seit der Kupfersteinzeit bewohnt ist. Der Ort war ein Schnittpunkt wichtiger Handelsrouten am Fluss, wirtschaftlich und politisch begünstigt durch die Lage am Rand einer fruchtbaren Ebene mit Zugang zu rohstoffreichen Bergregionen.
Die antike Geschichte spiegelt sich auch im Ortsnamen wider. Für bis in jüngster Vergangenheit gebräuchliche Ortsbezeichnungen Dscherabis bzw. Dscherablus werden die antiken Bezeichnungen Europus bzw. Hierapolis als ursprüngliche Form angenommen. Der heute gebräuchliche Name Dscharābulus wurde erst unter der Assad-Herrschaft im Rahmen einer Arabisierungskampagne eingeführt.
Dscharābulus war lange ein Teil des osmanischen Reiches. Während des frühen 20. Jahrhunderts wurde unter deutscher Planung 1913 der Bahnhof Djerablus der Bagdadbahn zwischen den Orten Dscharābulus und Karkamış errichtet. Südlich der Eisenbahnbrücke wurde zur selben Zeit eine Straßenbrücke über den Euphrat gebaut.
Mit dem Ersten Weltkrieg spalteten sich die arabischen Provinzen vom Reich ab. Das Gebiet kam 1923 als Völkerbundmandat für Syrien und Libanon unter französisches Mandat und als Grenze wurden der Verlauf der Bagdadbahn festgelegt, so dass Dscharābulus an Syrien fiel. Der Bahnhof wurde zum Niemandsland.
Während des syrischen Bürgerkrieges ab 2011 strömten viele tausende Flüchtlinge in die Stadt, deren Einwohnerzahl sich verdoppelte. Teile der Flüchtlinge wurde auf der türkischen Seite in Zeltlagern untergebracht. Wegen des Grenzübergangs ist dieser Ort für die Aufständischen wichtig, weil hier Material und medizinische Hilfe organisiert und bezogen werden können.
Im Juni 2013 kam es in der Stadt zu Kämpfen zwischen der Freien Syrischen Armee und dem Islamischen Staat im Irak und der Levante (ISIS), die ISIS für sich entschied. Seitdem kontrollierte ISIS die Stadt.
Am Morgen des 24. August 2016 begannen türkische Streitkräfte, gemeinsam mit diversen syrischen Rebellengruppen, die sie auf ihrer Seite der Grenze zusammengezogen hatten, einen Angriff auf Dscharābulus im Rahmen einer Militäroffensive in Nordsyrien. Offiziell wurde angegeben, die Türkei wolle den IS von der Grenze vertreiben, Beobachter vermuten, der Angriff habe aber auch das Ziel, das weitere Vorrücken kurdischer Truppen zu hindern. Der Angriff sei am 24. August nach Einschätzung eines US-Regierungsvertreters erfolgt, weil die Türken vom schnellen Vordringen der Kurden in Syrien überrascht wurden und einen Handstreich der kurdisch dominierten SDF-Einheiten auf Dscharābulus befürchteten. Nachdem sich die IS-Kämpfer offenbar zuvor zurückgezogen hatten, wurden die wichtigsten Gebäude der Stadt von den Angreifern wenige Stunden nach Beginn der Offensive ohne nennenswerte Gegenwehr besetzt.
Die syrische Regierung vereinbarte am 1. April 2018 offenbar mit islamistischen Rebellen der Dschaisch al-Islam aus Ghouta sie nach Dscharābulus zu bringen, sollten sie ihre von Regierungstruppen eingeschlossene Stellung bei Damaskus aufgeben.